# Пластир (ремонт суден)
Пластир — пристрій для тимчасового закриття пробоїни в підводній частині корабля.
Пластирі поділяють на м'які, напівжорсткі та жорсткі.
М'які пластирі складаються з декількох шарів парусини, обшитої по периметру тросом зі спеціальними кільцями (коушами) для кріплення при заведенні на пробоїну. До м'яких відноситься також так званий кольчужний пластир — сталева сітка, обшита з обох сторін парусиною. Для підведення до місця пробоїни до коушів нижньої частини пластира кріплять тягарі і нижні троси («шкоти»), а до коушів верхньої частини — верхні шкоти. Підвішений на верхніх шкотах пластир потоком води, що прямує всередину судна, затягає на пробоїну, водночас матроси вибирають нижні шкоти, проведені під кілем на протилежний борт. Пластир прилягає до обшивки і закриває пробоїну.
Напівжорсткий пластир має гнучкий дерев'яний каркас (дошки або рейки, розташовані паралельно) та м'яку «подушку» по контуру.
Жорсткий пластир виготовляється зі сталевого листа або декількох шарів дощок з парусиновою прокладкою.